# Ja'ar Achihud
Ja'ar Achihud (hebrejsky: יער אחיהוד, doslova Les bratrství) je lesní komplex v Izraeli, v Galileji.
Rozkládá se cca 8 kilometrů východně od Akka, na rozmezí svahů západní Galileji a pobřežní planiny. Na jižní straně jej ohraničuje vesnice Achihud a průmyslová zóna Bar Lev. Na východě sahá až k hoře Har Gamal, na severu jeho okraj vymezuje vesnice Tal El a na západě je to město Džudejda-Makr. Během války za nezávislost v roce 1948 zde probíhaly těžké boje, protože v této oblasti měla základnu arabská dobrovolnická armáda vedená Fauzím al-Kaukdžím. Výsadba lesa začala v roce 1950, kdy zde začali s pracemi noví židovští imigranti, kteří tehdy masově do Izraele přicházeli. Pokrývá plochu cca 9000 dunamů (9 kilometrů čtverečních), přičemž se plánuje rozšíření o dalších cca 5 kilometrů čtverečních. Celkem tu stojí 900 000 stromů. Les je turisticky využíván, nachází se tu 50 kilometrů cest.